# إيفان أنجيلوف
إيفان أنجيلوف هو سباح بلغاري، ولد في 21 يناير 1979 في فراتسا في بلغاريا.

## روابط خارجية
- إيفان أنجيلوف على موقع الاتحاد الدولي للسباحة (الإنجليزية)
- إيفان أنجيلوف على موقع أوليمبيديا (الإنجليزية)